# Tytuvėnėliai
Tytuvėnėliai (ryska: Титувенай) är en ort i Litauen. Den ligger i den centrala delen av landet, 170 km nordväst om huvudstaden Vilnius. Tytuvėnėliai ligger 121 meter över havet och antalet invånare är 2 775.
Terrängen runt Tytuvėnėliai är platt. Runt Tytuvėnėliai är det ganska glesbefolkat, med 24 invånare per kvadratkilometer. Närmaste större samhälle är Kelmė, 15,7 km väster om Tytuvėnėliai. I omgivningarna runt Tytuvėnėliai växer i huvudsak blandskog.